# Spermophaga haematina
La estrilda piquigorda cabecinegra (Spermophaga haematina) es una especie de ave paseriforme perteneciente a la familia Estrildidae propia de África occidental y central.

## Distribución y hábitat
Se encuentra en África donde se estima que abarca una distribución de 1,900,000 km². 

## Subespecies
- Spermophaga haematina haematina (Vieillot, 1805)
- Spermophaga haematina togoensis (Neumann, 1910)
- Spermophaga haematina pustulata (Voigt, 1831)